# Nasa (Gattung)
Nasa ist eine Pflanzengattung innerhalb der Familie der Blumennesselgewächse (Loasaceae). Mit etwa 100 Arten, die von Zentral- bis Südamerika verbreitet sind, ist sie die artenreichste Gattung der Familie Loasaceae.

## Beschreibung

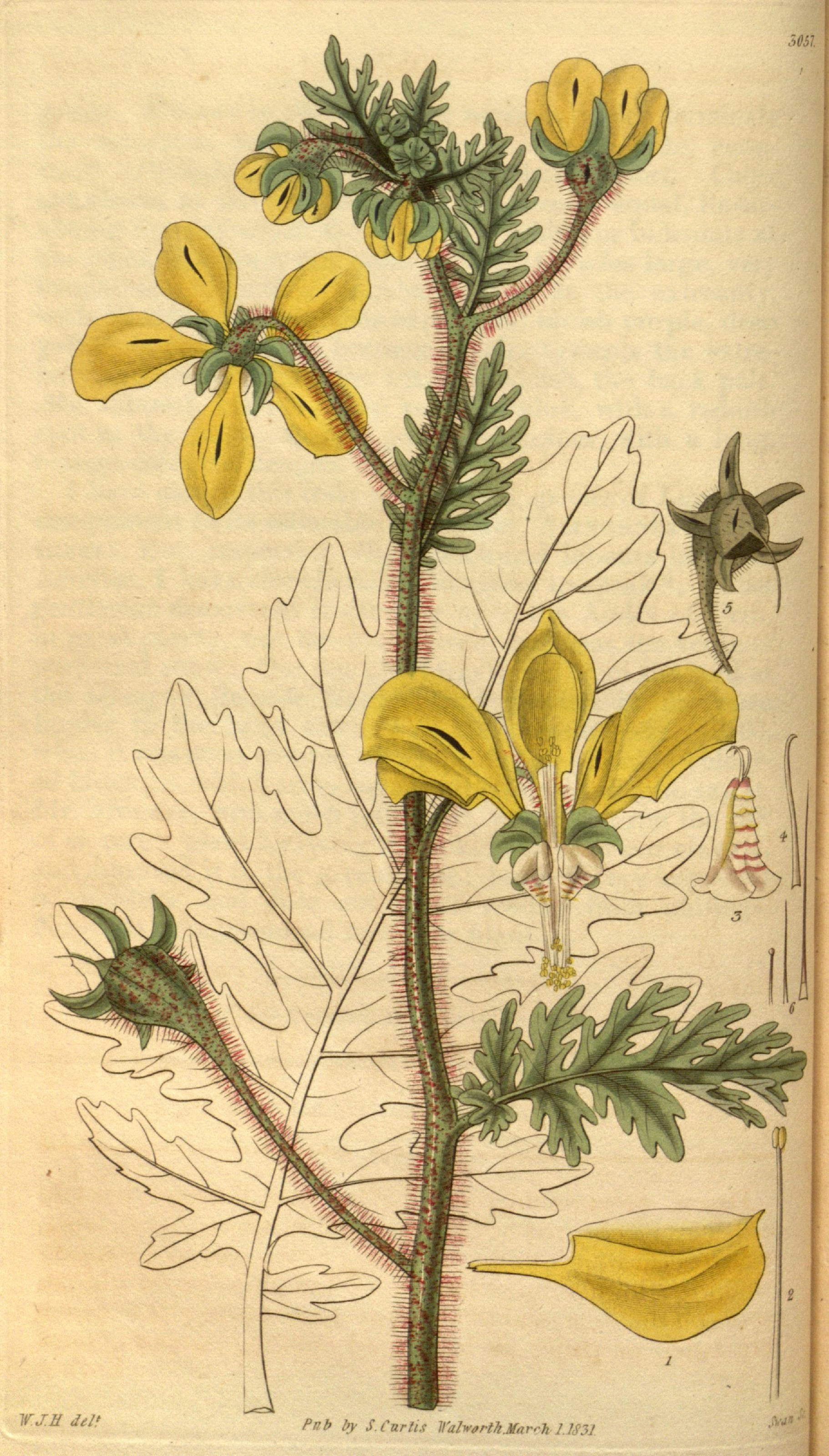
Illustration aus Curtis's botanical magazine, Tafel 3057 von Nasa urens

### Vegetative Merkmale
Bei Nasa-Arten handelt es sich um Sträucher, Halbsträucher oder einjährige bis ausdauernde krautige Pflanzen, die  Wuchshöhen von 5 bis 400 Zentimetern erreichen. Die Primärwurzel geht während des Wachsens allmählich zurück, bei ausgewachsenen Pflanzen finden sich nur noch Adventivwurzeln, die aus dem auf dem Boden aufliegenden Stammansatz wachsen. Die oberirdischen Pflanzenteile sind mit Nesselhaaren besetzt.
Die Laubblätter sind gegenständig oder wechselständig angeordnet. Die Blattspreiten sind eiförmig oder kreisförmig und gelappt, handförmig oder gefiedert bis mehrfach gefiedert, gelegentlich schirmförmig.

### Generative Merkmale
Die endständigen Blütenstände sind thyrsenähnlich mit dichasisch oder monochasisch. Unter jeder Blüte steht ein rekauleszentes Tragblatt.
Die zwittrigen Blüten sind radiärsymmetrisch mit doppelter Blütenhülle. Die Kronblätter sind weiß, gelb, orangefarben oder rot und häufig zweifarbig. Die äußeren Staminodien sind verwachsen und bilden ein Schuppenblatt (nectar scale), an dessen Rückseite bis zu drei Kalli stehen, die jedoch auch an der Spitze geflügelt sein und an der äußeren Seite mit Nektarbeuteln versehen sein können. Die inneren Staminodien sind L-förmig, an ihrem Ansatz finden sich gelegentlich Auswüchse. Die Plazenten sind einfach.
Die Kapselfrüchte sind zylindrisch bis rund und öffnen sich mit drei bis fünf Klappen am oberen Ende der Frucht. Die Samen sind eiförmig, rund oder schwach eckig.

### Chromosomensätze und Inhaltsstoffe
Die Chromosomenzahl beträgt 2n = 28 bzw. 56.
Die Samen der Nasa-Arten weisen hohe Gehalte an pharmazeutisch interessanten Fettsäuren auf (Gamma-Linolensäure und Stearidonsäure).

## Vorkommen
Die Gattung Nasa besitzt ihr Mannigfaltigkeitszentrum in Kolumbien, Peru und Ecuador. Einige wenige Arten finden sich auch in Chile, Bolivien und Venezuela bis nach Zentralamerika sowie im südlichen Mexiko. Die Mehrzahl der Nasa-Arten gedeiht in Nebelwäldern, einige Arten sind Unkräuter auf Kulturland, wenige aber auch in Halbwüsten, Küstenwäldern, Regenwäldern und anderen Zonen.

## Systematik

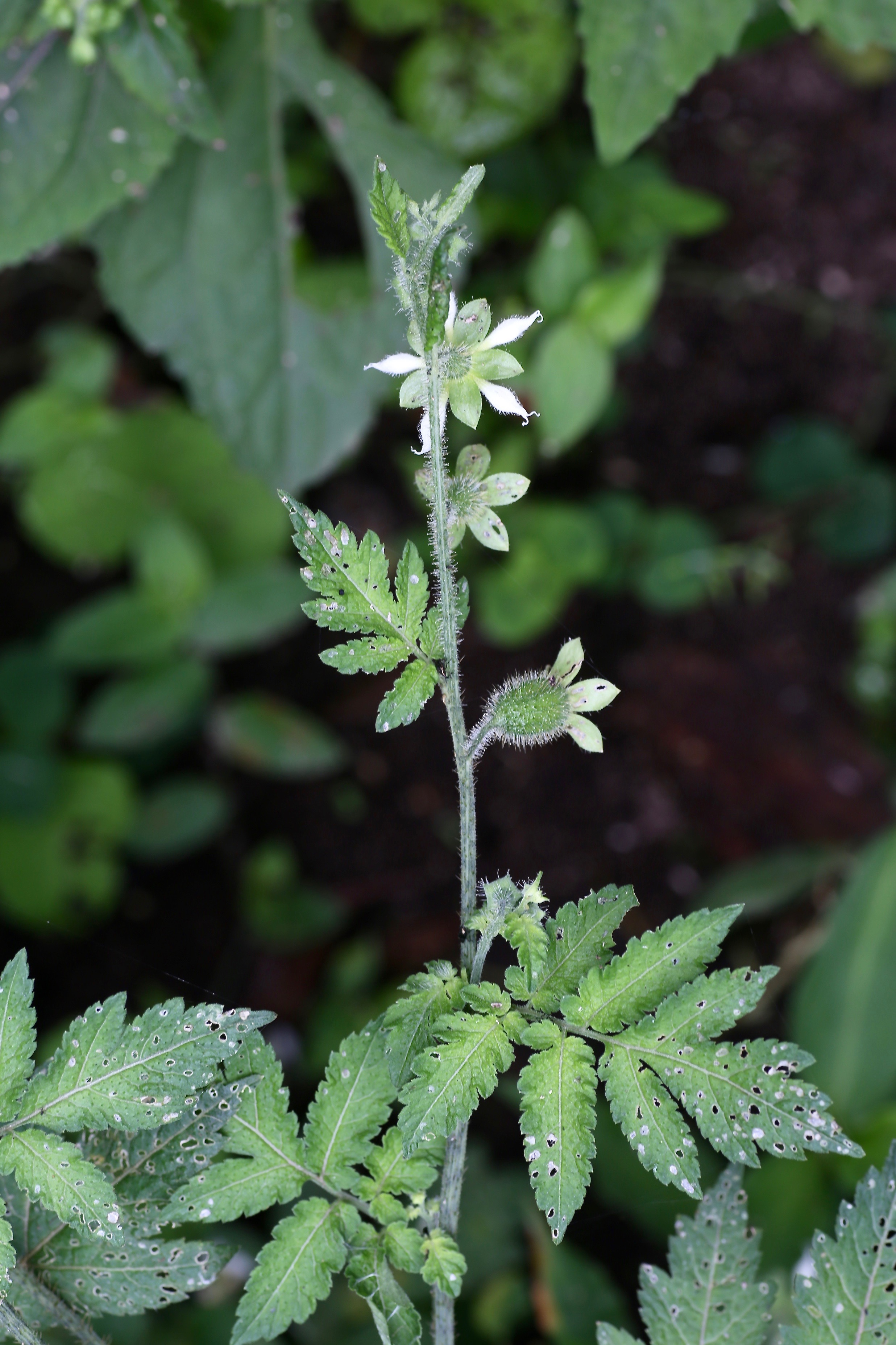
Nasa triphylla

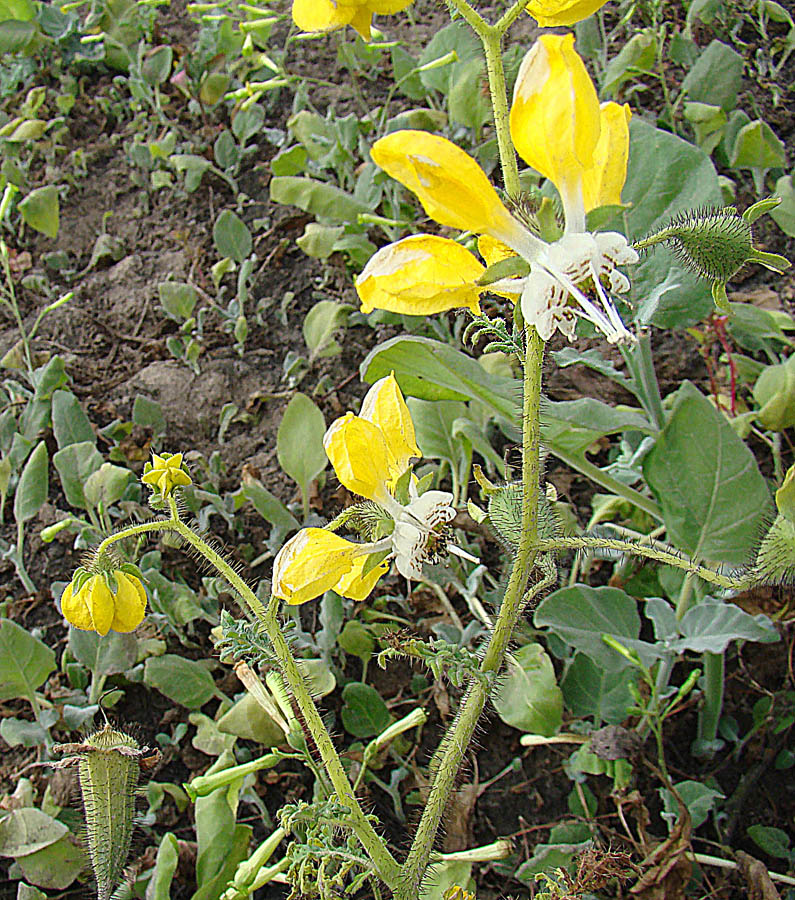
Nasa urens

1997 wurde nach umfangreichen systematischen Arbeiten zur Familie Loasaceae in der Doktorarbeit von Maximilian Weigend festgestellt, dass für eine große Zahl von Arten, die bisher bei Loasa eingeordnet waren, eine neue Gattung erforderlich ist; es wurde der Nasa, allerdings ungültig, in Nasa and the Conquest of South America, Seite 214 veröffentlicht. Eine gültige Veröffentlichung der Gattung Nasa erfolgte erst 2006 in Taxon, Volume 55, Issue 2, Seite 465. Typusart ist Nasa rubrastra (Weigend) Weigend (Syn.: Loasa rubrastra Weigend).
Die Gattung Nasa gehört zur Tribus Loaseae in der Unterfamilie Loasoideae innerhalb der Familie Loasaceae.
Die Gattung Nasa enthält etwa 100 Arten:
- Nasa aequatoriana (Urb. & Gilg) Weigend
- Nasa anderssonii Weigend
- Nasa aspiazui (Macbr.) Weigend
- Nasa bicornuta (Weigend) Weigend
- Nasa campaniflora (Triana & Planchon ex Urb. & Gilg) Weigend
- Nasa carnea (Urb. & Gilg) Weigend
- Nasa carunculata (Urb. & Gilg) Weigend
- Nasa chenopodiifolia (Desr.) Weigend
- Nasa colanii Dostert & Weigend
- Nasa cuatrecasasii Weigend
- Nasa dillonii Weigend
- Nasa dolichostemon (Urb. & Gilg) Weigend
- Nasa driesslei Weigend
- Nasa dyeri (Urb. & Gilg) Dostert & Weigend: Es gibt zwei Unterarten:
  - Nasa dyeri (Urb. & Gilg) Dostert & Weigend subsp. dyeri
  - Nasa dyeri subsp. australis Dostert & Weigend
- Nasa ferruginea (Urb. & Gilg) Weigend
- Nasa glabra (Weigend) Weigend
- Nasa grandiflora (Desr.) Weigend
- Nasa hastata (Killip) Weigend
- Nasa hornii (Weigend) Weigend
- Nasa humboldtiana (Urb. & Gilg) Weigend: Es gibt vier Unterarten:
  - Nasa humboldtiana (Urb. & Gilg) Weigend subsp. humboldtiana
  - Nasa humboldtiana subsp. obliqua Dostert & Weigend
  - Nasa humboldtiana subsp. roseoalba (Weigend) Dostert
  - Nasa humboldtiana subsp. tricolor Dostert & Weigend
- Nasa jungifolia (Weigend) Weigend
- Nasa karsteniana (Urb. & Gilg) Weigend
- Nasa laxa (Macbr.) Weigend
- Nasa lehmanniana (Urb. & Gilg) Weigend
- Nasa lenta (Macbr.) Weigend
- Nasa limata (Macbr.) Weigend
- Nasa loxensis (Kunth) Weigend
- Nasa macrantha (Urb. & Gilg) Weigend
- Nasa macrorrhiza (Urb. & Gilg) Weigend
- Nasa macrothyrsa (Urb. & Gilg) Weigend
- Nasa magnifica (Urb. & Gilg) Weigend
- Nasa nubicolorum Weigend
- Nasa olmosiana J.F.Macbr. (Weigend) P.M.Joergensen & S. León-Y.
- Nasa orbicularis Weigend
- Nasa pascoensis Weigend
- Nasa peltata (Urb. & Gilg) Weigend
- Nasa peltiphylla (Weigend) Weigend
- Nasa perijensis (Weigend) Weigend
- Nasa picta (Hook.) Weigend: Es gibt zwei Unterarten:
  - Nasa picta subsp. pamparomasii Weigend & Rodriguez
  - Nasa picta (Hook.) Weigend subsp. picta
- Nasa pilovena Weigend
- Nasa poissoniana (Urb. & Gilg) Weigend
- Nasa profundilobata (Werderm.) Weigend
- Nasa profundiserrata Weigend
- Nasa pteridophylla Weigend & Dostert: Es gibt zwei Unterarten:
  - Nasa pteridophylla Weigend & Dostert subsp. pteridophylla
  - Nasa pteridophylla subsp. geniculata Weigend & Dostert
- Nasa puma-chini (Weigend) Weigend
- Nasa puracensis (Blake & Killip) Weigend
- Nasa raimondii (Standley & Barkley) Weigend
- Nasa ramirezii (Weigend) Weigend, P.M.Joergensen & S. León-Y.
- Nasa ranunculifolia (Kunth) Weigend
- Nasa rubrastra (Weigend) Weigend
- Nasa rufipila Weigend
- Nasa rugosa (Killip) Weigend
- Nasa sagastegui Weigend
- Nasa santa-martae (Weigend) Weigend
- Nasa schlimiana (Planchon & Triana) Weigend
- Nasa solaria (Macbr.) Weigend
- Nasa solata (Macbr.) Weigend
- Nasa stuebeliana (Urb. & Gilg) Weigend
- Nasa tingomariensis (Macbr.) Weigend
- Nasa trianae (Urb. & Gilg) Weigend
- Nasa triphylla (Juss.) Weigend: Es gibt acht Unterarten:
  - Nasa triphylla subsp. colonchensis Weigend
  - Nasa triphylla subsp. elegans Dostert & Weigend
  - Nasa triphylla subsp. flavipes Weigend & Dostert
  - Nasa triphylla subsp. loxensis Dostert & Weigend
  - Nasa triphylla subsp. lutescens Weigend & Dostert
  - Nasa triphylla subsp. papaverifolia (Kunth) Weigend
  - Nasa triphylla subsp. rudis (Benth.) Weigend
  - Nasa triphylla (Juss.) Weigend subsp. triphylla
- Nasa urens (Jacq.) Weigend
- Nasa urentivelutina Weigend
- Nasa vargasii (Macbr.) Weigend
- Nasa weberbaueri (Urb. & Gilg) Weigend

## Nachweise